# ميرنا ملوحي
```

```

میرنا ملوحي (22 مارس 1985 -) هي مُغنية سورية.

## حياتها
ولدت ميرنا في 22 آذار عام 1985 في مدينة حمص لعائلة مسيحية في قرية وادي النصارى وتلقت تعليمها هناك وكانت الأولى على مستوى القطر العربي السوري في الثانوية العامة «شهادة البكلوريا» ثم حصلت على ماجستير في الأدب الإنجليزي عام 2006 من جامعة حمص (جامعة البعث سابقًا)

## مسيرتها الفنية
اكتشفت ميرنا صوتها منذ صغرها وبدأت باكراً بغناء التراتيل مع كورال الكنيسة وجوقة الوادي في حمصثم انتقلت بعدها إلى دمشق لدراسة الموسيقى والغناء الشرقي في المعهد العالي للموسيقا علي يد الأستاذ باسل الصالح وتخرجت منه في عام 2012 ثم انضمت بعدها إلى فرقة طرب دهب بقيادة المايسترو براق تناري لتقوم بإحياء مجموعة من الحفلات لدار الأوبرا والمراكز الثقافية في سوريا

## مشاركات بارزة
شارکت ميرنا الفنان آدم في غناء شارة البداية لمسلسل فرصة أخيرة من تأليف الموسيقار رضوان نصري،
ثم شاركت في غناء الموسيقى التصويرية لمسلسل هارون الرشيد من تأليف الموسيقار رضوان نصري
شاركت أيضا في أوبرت حكاية نصر برعاية شركة الإتصالات سيرياتيل
وشاركت في أوبرت الدم حبر الحق للموسيقار طاهر ماملي

## مهرجانات
مهرجان دار الأوبرا في دمشق عام 2014
مهرجان معرض دمشق الدولي الدورة 59 عام 2017
مهرجان بلودان السياحي عام 2017
مهرجان الوادي عام 2017
مهرجان القلعة والوادي عام 2021

## أغاني 2020
| العام   | الأغنية     | الشاعر       | الملحّن       |
| ------- | ----------- | ------------ | ------------ |
| 2020    | مهما تأخرنا | سمير كويفاتي | سمير كويفاتي |
| [2020]] | أنساك       | رامي كوسا    | غابي صهيوني  |
| 2020    | يابردى      | اياد قحوش    | غابي صهيوني  |
| 2020    | نزوة مؤقتة  | أحمد عصام    | أحمد بركات   |